# О власти и первенстве папы
«О власти и первенстве папы» (лат. Tractatus de Potestate et Primatu Papae) — богословское сочинение Ф. Меланхтона, написанное 17 февраля 1537 года и подписанное всеми лютеранскими богословами, присутствовавшими в Шмалькальдене на собрании «Шмалькальденского союза». Является частью «Книги Согласия» 1580 года — сборника вероисповедных документов Евангелическо-лютеранской церкви.

## Структура
- О власти и первенстве папы (1—59)
  - Преамбула (1—6). Осуждается доктрина о первенстве папы римского над остальными епископами, его право на назначение мирских владык и учение о нём как о наместнике Христа.
  - Библейские свидетельства (7—11) (Лк. 22:26; Мф. 18:2; Ин. 20:21; Гал. 2:7; 1Кор. 3:6)
  - Исторические свидетельства (12—21). Восточные церкви никогда не подчинялись папе римскому.
  - Опровержение аргументов оппонентов (22—38). Власть ключей дана всем апостолам, а не только Петру.
  - Признаки антихриста (39—59) Признаки антихриста явственно совпадают с признаками царства папы римского.
- О власти и полномочиях епископов (60—82). Епископы должны управлять церквями, учить Евангелию, отправлять Таинства, отпускать грехи и отлучать тех, «чьи грехи известны».